# Junge Welt-Pokal 1952
Der Junge Welt-Pokal 1952 war die 4. Auflage des höchsten Fußball-Pokalwettbewerbs der Altersklasse 17/18 auf dem Gebiet der DDR, der von der Sektion Fußball im Deutschen Sportausschuß durchgeführt wurde. Der Pokalsieger wurde wie im Vorjahr in einem gesamtdeutschen Endrundenturnier ermittelt, das vom 12. bis 14. Mai 1952 in Jena stattfand. Im Finale gewann die BSG Empor Halle mit 3:1 gegen den westdeutschen Vertreter von TuRU Düsseldorf.

## Teilnehmende Mannschaften
Am Junge Welt-Pokal der Junioren (A-Jugend) für die Altersklasse (AK) 17/18 nahmen die Pokalsieger der fünf Länder auf dem Gebiet der DDR, der Pokalsieger aus Ost-Berlin und der Pokalverteidiger teil. Hinzu kamen zwei Vertreter aus Westdeutschland und drei Mannschaften aus West-Berlin. Spielberechtigt waren Spieler bis zum 18. Lebensjahr (Stichtag: 1. August 1933).
Am Junge Welt-Pokal nahmen folgende zwölf Mannschaften teil:
| - Mecklenburg BSG Einheit Schwerin - Brandenburg BSG Lokomotive Wittstock - Ost-Berlin SG Buchholz | - Sachsen-Anhalt BSG Empor Halle HSG Wissenschaft Halle (PV) (Beitritt von Melsa Halle → Chemie Leuna-Halle) - Sachsen BSG Chemie Chemnitz - Thüringen BSG Turbine Erfurt (PV) – Pokalverteidiger | - West-Berlin BFC Nordstern Wacker 04 Berlin SC Tegel - Westdeutschland TuRU Düsseldorf TSV 1860 München |

## Modus
In der Endrunde wurden die Spiele in vier Staffeln zu je drei Mannschaften nach dem Modus „Jeder gegen Jeden“ ausgetragen. Die vier Staffelsieger ermittelten ab dem Halbfinale den Pokalsieger. Die Spielzeit in der Vorrunde und im Halbfinale ging über 2 × 20 Minuten, die im Endspiel über 2 × 35 Minuten.

## Vorrunde
Die Spiele in der Vorrunde wurden im Ernst-Abbe-Sportfeld (I) und auf dem Chemie-Sportplatz (II) ausgetragen.

### Staffel I
Spiele
| Datum                   |                     | Ergebnis |                     | Platz |
| ----------------------- | ------------------- | -------- | ------------------- | ----- |
| Sa 12. April, 16:00 Uhr | Wacker 04 Berlin    | 0:2      | TuRU Düsseldorf     | (I)   |
| So 13. April, 10:25 Uhr | BSG Chemie Chemnitz | 1:1      | Wacker 04 Berlin    | (II)  |
| So 13. April, 14:50 Uhr | TuRU Düsseldorf     | 3:0      | BSG Chemie Chemnitz | (II)  |

Abschlusstabelle
| Pl. | Mannschaft          | Sp. | S | U | N | Tore    | Quote | Punkte |
| --- | ------------------- | --- | - | - | - | ------- | ----- | ------ |
| 1.  | TuRU Düsseldorf     | 2   | 2 | 0 | 0 | 005:000 | ∞     | 04:0   |
| 2.  | Wacker 04 Berlin    | 2   | 0 | 1 | 1 | 001:200 | 0,50  | 01:30  |
| 3.  | BSG Chemie Chemnitz | 2   | 0 | 1 | 1 | 001:300 | 0,33  | 01:30  |

### Staffel II
Spiele
| Datum                   |                        | Ergebnis |                        | Platz |
| ----------------------- | ---------------------- | -------- | ---------------------- | ----- |
| Sa 12. April, 16:50 Uhr | HSG Wissenschaft Halle | 2:2      | TSV 1860 München       | (I)   |
| So 13. April, 09:40 Uhr | SG Buchholz            | 0:2      | HSG Wissenschaft Halle | (II)  |
| So 13. April, 14:00 Uhr | TSV 1860 München       | 3:1      | SG Buchholz            | (II)  |

Abschlusstabelle
| Pl. | Mannschaft             | Sp. | S | U | N | Tore    | Quote | Punkte |
| --- | ---------------------- | --- | - | - | - | ------- | ----- | ------ |
| 1.  | HSG Wissenschaft Halle | 2   | 1 | 1 | 0 | 004:200 | 2,00  | 03:10  |
| 2.  | TSV 1860 München       | 2   | 1 | 1 | 0 | 005:300 | 1,67  | 03:10  |
| 3.  | SG Buchholz            | 2   | 0 | 0 | 2 | 001:500 | 0,20  | 0:40   |

### Staffel III
Spiele
| Datum                   |                          | Ergebnis |                          | Platz |
| ----------------------- | ------------------------ | -------- | ------------------------ | ----- |
| Sa 12. April, 16:00 Uhr | SC Tegel                 | 0:1      | BSG Empor Halle          | (II)  |
| So 13. April, 09:40 Uhr | BSG Empor Halle          | 5:0      | BSG Lokomotive Wittstock | (I)   |
| So 13. April, 14:00 Uhr | BSG Lokomotive Wittstock | 3:1      | SC Tegel                 | (I)   |

Abschlusstabelle
| Pl. | Mannschaft               | Sp. | S | U | N | Tore    | Quote | Punkte |
| --- | ------------------------ | --- | - | - | - | ------- | ----- | ------ |
| 1.  | BSG Empor Halle          | 2   | 2 | 0 | 0 | 006:000 | ∞     | 04:0   |
| 2.  | BSG Lokomotive Wittstock | 2   | 1 | 0 | 1 | 003:600 | 0,50  | 02:20  |
| 3.  | SC Tegel                 | 2   | 0 | 0 | 2 | 001:400 | 0,25  | 0:40   |

### Staffel IV
Spiele
| Datum                   |                      | Ergebnis |                      | Platz |
| ----------------------- | -------------------- | -------- | -------------------- | ----- |
| Sa 12. April, 16:50 Uhr | BFC Nordstern        | 0:1      | BSG Turbine Erfurt   | (II)  |
| So 13. April, 10:25 Uhr | BSG Turbine Erfurt   | 3:0      | BSG Einheit Schwerin | (I)   |
| So 13. April, 14:50 Uhr | BSG Einheit Schwerin | 1:0      | BFC Nordstern        | (I)   |

Abschlusstabelle
| Pl. | Mannschaft           | Sp. | S | U | N | Tore    | Quote | Punkte |
| --- | -------------------- | --- | - | - | - | ------- | ----- | ------ |
| 1.  | BSG Turbine Erfurt   | 2   | 2 | 0 | 0 | 004:000 | ∞     | 04:0   |
| 2.  | BSG Einheit Schwerin | 2   | 1 | 0 | 1 | 001:300 | 0,33  | 02:20  |
| 3.  | BFC Nordstern        | 2   | 0 | 0 | 2 | 000:200 | 0,00  | 0:40   |

## Halbfinale
Die beiden Halbfinalpartien wurden im Ernst-Abbe-Sportfeld ausgetragen.
| Datum                   |                        | Ergebnis |                    |
| ----------------------- | ---------------------- | -------- | ------------------ |
| Mo 14. April, 09:30 Uhr | TuRU Düsseldorf        | 3:1      | BSG Turbine Erfurt |
| Mo 14. April, 10:20 Uhr | HSG Wissenschaft Halle | 1:4      | BSG Empor Halle    |

## Finale
| Paarung         | TuRU Düsseldorf – BSG Empor Halle                                                                                               |
| Ergebnis        | 1:3 (1:0) |
| Datum           | Montag, 14. April 1952 um 15:00 Uhr                                                                                             |
| Stadion         | Ernst-Abbe-Sportfeld, Jena |
| Zuschauer       | 6.000 |
| Tore            | 1:0 (11.) 1:1 1:2 1:3 |
| TuRU Düsseldorf | Funke – Henn, Boddenberg – Daum, Meisen, Burgard – Heinemann (36. Zimmermann), Visentin, Besten, Diederich, Malenke             |
| BSG Empor Halle | Nagel – Wilsdorf, Pfeiffer – Lutz Seeland, Klaus Hoffmann, Lauer – Angermann, Günter Hoffmann, Günter Imhof, Achim Speth, Zabel |